# Vulsor sextus
Vulsor sextus là một loài nhện trong họ Ctenidae.
Loài này thuộc chi Vulsor. Vulsor sextus được Embrik Strand miêu tả năm 1907.